# Élections législatives de 1973 dans la Drôme
Les élections législatives françaises de 1973 se déroulent les 4 et 11 mars 1973. Dans le département de la Drôme, trois députés sont à élire dans le cadre de trois circonscriptions.

## Élus
| Circonscription | Député sortant       | Parti | Parti | Député élu ou réélu  | Parti | Parti |
| --------------- | -------------------- | ----- | ----- | -------------------- | ----- | ----- |
| 1re             | Roger Ribadeau-Dumas |       | UDR   | Roger Ribadeau-Dumas |       | UDR   |
| 2e              | Henri Michel         |       | PS    | Henri Michel         |       | PS    |
| 3e              | Gérard Sibeud        |       | UDR   | Georges Fillioud     |       | PS    |

## Résultats

### Résultats à l'échelle du département
| Parti                 | Parti                                   | Premier tour | Premier tour | Second tour | Second tour | Sièges |
| Parti                 | Parti                                   | Voix         | %            | Voix        | %           | Sièges |
| --------------------- | --------------------------------------- | ------------ | ------------ | ----------- | ----------- | ------ |
|                       | Parti socialiste                        | 48 770       | 29,52        | 59 622      | 35,03       | 2      |
|                       | Parti communiste français               | 31 359       | 18,98        | 29 610      | 17,40       | 0      |
|                       | Parti socialiste unifié                 | 1 396        | 0,85         |             |             | 0      |
|                       | Union de la gauche                      | 81 525       | 49,35        | 89 232      | 52,43       | 2      |
|                       |                                         |              |              |             |             |        |
|                       | Union des démocrates pour la République | 31 459       | 19,04        | 53 266      | 31,30       | 1      |
|                       | Républicains indépendants               | 17 627       | 10,67        | 27 705      | 16,28       | 0      |
|                       | Divers droite (gaulliste)               | 9 352        | 5,66         | Retrait     | Retrait     | 0      |
|                       | Centre démocratie et progrès            | 3 258        | 1,97         |             |             | 0      |
|                       | Union des républicains de progrès       | 61 696       | 37,34        | 80 971      | 47,57       | 1      |
|                       |                                         |              |              |             |             |        |
|                       | Mouvement réformateur                   | 20 539       | 12,43        | Retrait     | Retrait     | 0      |
|                       | Lutte ouvrière                          | 1 437        | 0,87         |             |             | 0      |
|                       | Régionaliste                            | 10           | 0,01         | 0           |             |        |
|                       |                                         |              |              |             |             |        |
| Inscrits              | Inscrits                                | 211 685      | 100,00       | 211 623     | 100,00      | 3      |
| Abstentions           | Abstentions                             | 36 094       | 17,05        | 35 933      | 16,98       |        |
| Votants               | Votants                                 | 175 591      | 82,95        | 175 690     | 83,02       |        |
| Blancs et nuls        | Blancs et nuls                          | 10 384       | 5,91         | 5 487       | 3,12        |        |
| Exprimés              | Exprimés                                | 165 207      | 94,09        | 170 203     | 96,88       |        |
| Source : Data.gouv.fr |                                         |              |              |             |             |        |

### Résultats par circonscription

#### Première circonscription (Valence - Die)
| Candidat       | Candidat                           | Parti          | Premier tour | Premier tour | Second tour | Second tour |  |
| Candidat       | Candidat                           | Parti          | Voix         | %            | Voix        | %           |  |
| -------------- | ---------------------------------- | -------------- | ------------ | ------------ | ----------- | ----------- |  |
|                | Roger Ribadeau-Dumas sortant réélu | UDR (URP)      | 20 084       | 33,71        | 30 883      | 51,05       |  |
|                | Gabriel Coullaud                   | PCF            | 14 564       | 24,45        | 29 610      | 48,95       |  |
|                | Rodolphe Pesce                     | PS (UGSD)      | 14 012       | 23,52        | Retrait     | Retrait     |  |
|                | Maurice-René Simonnet              | CD (MR)        | 9 464        | 15,89        | Retrait     | Retrait     |  |
|                | André Moulin                       | LO             | 1 437        | 2,41         |             |             |  |
|                | M. Paradon                         | Régionaliste   | 10           | 0,02         |             |             |  |
|                |                                    |                |              |              |             |             |  |
| Inscrits       | Inscrits                           | Inscrits       | 76 981       | 100,00       | 76 940      | 100,00      |  |
| Abstentions    | Abstentions                        | Abstentions    | 9 179        | 11,92        | 13 556      | 17,62       |  |
| Votants        | Votants                            | Votants        | 67 802       | 88,08        | 63 384      | 82,38       |  |
| Blancs et nuls | Blancs et nuls                     | Blancs et nuls | 8 231        | 12,14        | 2 891       | 4,56        |  |
| Exprimés       | Exprimés                           | Exprimés       | 59 571       | 87,86        | 60 493      | 95,44       |  |

#### Deuxième circonscription (Montélimar - Nyons)
| Candidat       | Candidat                   | Parti          | Premier tour | Premier tour | Second tour | Second tour |  |
| Candidat       | Candidat                   | Parti          | Voix         | %            | Voix        | %           |  |
| -------------- | -------------------------- | -------------- | ------------ | ------------ | ----------- | ----------- |  |
|                | Henri Michel sortant réélu | PS (UGSD)      | 16 559       | 32,43        | 29 856      | 57,15       |  |
|                | Jean Escoffier             | UDR (URP)      | 11 375       | 22,28        | 22 383      | 42,85       |  |
|                | Marceau Brès               | PCF            | 8 778        | 17,19        | Retrait     | Retrait     |  |
|                | Alain Blanc                | Rad (MR)       | 6 202        | 12,15        |             |             |  |
|                | Jean-Jacques Ayzac         | RI             | 3 489        | 6,83         |             |             |  |
|                | Gilbert Sauvan             | CDP            | 3 258        | 6,38         |             |             |  |
|                | René Deléglise             | PSU            | 1 396        | 2,73         |             |             |  |
|                |                            |                |              |              |             |             |  |
| Inscrits       | Inscrits                   | Inscrits       | 65 062       | 100,00       | 65 061      | 100,00      |  |
| Abstentions    | Abstentions                | Abstentions    | 12 926       | 19,87        | 11 277      | 17,33       |  |
| Votants        | Votants                    | Votants        | 52 136       | 80,13        | 53 784      | 82,67       |  |
| Blancs et nuls | Blancs et nuls             | Blancs et nuls | 1 079        | 2,07         | 1 545       | 2,87        |  |
| Exprimés       | Exprimés                   | Exprimés       | 51 057       | 97,93        | 52 239      | 97,13       |  |

#### Troisième circonscription (Romans-sur-Isère)
| Candidat       | Candidat              | Parti                     | Premier tour | Premier tour | Second tour | Second tour |  |
| Candidat       | Candidat              | Parti                     | Voix         | %            | Voix        | %           |  |
| -------------- | --------------------- | ------------------------- | ------------ | ------------ | ----------- | ----------- |  |
|                | Georges Fillioud élu  | PS (UGSD)                 | 18 199       | 33,34        | 29 766      | 51,79       |  |
|                | Pierre Didier         | RI (URP)                  | 14 138       | 25,9         | 27 705      | 48,21       |  |
|                | Gérard Sibeud sortant | Divers droite (Gaulliste) | 9 352        | 17,13        | Retrait     | Retrait     |  |
|                | Élie Belle            | PCF                       | 8 017        | 14,69        | Retrait     | Retrait     |  |
|                | Jacques Billy         | MR                        | 4 873        | 8,93         |             |             |  |
|                |                       |                           |              |              |             |             |  |
| Inscrits       | Inscrits              | Inscrits                  | 69 642       | 100,00       | 69 622      | 100,00      |  |
| Abstentions    | Abstentions           | Abstentions               | 13 989       | 20,09        | 11 100      | 15,94       |  |
| Votants        | Votants               | Votants                   | 55 653       | 79,91        | 58 522      | 84,06       |  |
| Blancs et nuls | Blancs et nuls        | Blancs et nuls            | 1 074        | 1,93         | 1 051       | 1,8         |  |
| Exprimés       | Exprimés              | Exprimés                  | 54 579       | 98,07        | 57 471      | 98,2        |  |